# Promot III
Promot III – samochód wyścigowy, skonstruowany przez Zbigniewa Kulczyńskiego w Ośrodku Techniczno-Zaopatrzeniowym pod marką Promot. Produkowany był w latach 1984–1986.

## Historia
W 1984 roku w warszawskim Ośrodku Techniczno-Zaopatrzeniowym opracowano dokumentację techniczną Promota III. Nadwozie było rozwinięciem wersji używanej w Promocie II (rama rurowa), jednak w celu uzyskania lepszego rozkładu masy przesunięto do przodu pozycję kierowcy. Zawieszenie nie uległo zasadniczym zmianom w stosunku od poprzednika. Karoseria była wykonana z laminatów i składała się z czterech części, tj. dwóch boków, pokrywy silnika i górnego poszycia. Zamontowano tylny spojler. Samochód był napędzany przez silnik Łada 1,3, sprzężonej ze skrzynią biegów Zaporożec; w niektórych egzemplarzach przystosowanych do Formuły Mondial jednostka Łady miała pojemność 1,6 litra i moc 170 KM. Zbiornik paliwa umieszczony został za siedzeniem kierowcy, a chłodnice pochodzące ze Škody 105 umieszczono po bokach samochodu.
Model był udaną konstrukcją, ale nie był w stanie rywalizować z debiutującą w tym samym czasie Estonią 21. W Wyścigowych Samochodowych Mistrzostwach Polski uczestniczył do 1999 roku. Powstało jedenaście egzemplarzy samochodu.